# Adam Puslojić
Adam Puslojić (n. 11 martie 1943, Regatul Iugoslaviei – d. 31 decembrie 2022, Belgrad, Serbia) a fost un poet și traducător sârb, membru de onoare al Academiei Române (din 1995). unul dintre fondatorii mișcării poetice numite klokotrizam.
După absolvirea studiilor de filologie ale Universității din Belgrad, Adam Puslojić a deebutat în 1967, cu volumul de poezii Postoji Zemlja (Există pământul). Se face remarcat ca un foarte bun traducător de literatură română contemporană.
În 1995 devine membru de onoare al Academiei Române și al Academiei de știință, literatură și arte din Oradea. 
Adam Puslojić s-a stins din viață pe 31 decembrie 2022.

## Cărți publicate în limba română
- Plâng, nu plâng (1991),
- Adaos (1999),
- Versuri din mers (2003),
- Trimitor la vise (2005),
- Tăcere lustruită (2006),
- Asimetria durerii (2009),
- Exaltare din abis, Inscripții abrupte, Culmea (2016).

## Premii
- Premiul pentru contribuția la cultura națională și al Premiul Ivo Andrić pentru Opera omnia (2014).
- Premiul pentru traducerea și promovarea operei eminesciene, ediția 2020, decernat anual de memorialul Ipotești – Centrul Național de studii „Mihai Eminescu”.